# Florin Périer
Florin Périer (* 1605; † 23. Februar 1672 auf Schloss Bien Assis bei Clermont-Ferrand) war der Schwager von Blaise Pascal und Anwalt in Clermont-Ferrand.
Périer, dessen Vater Beamter der Stadt Clermont-Ferrand war, war Jurist und Anwalt (Conseiller) am Obersten Steuergerichtshof (Cours des Aides) in Clermont-Ferrand, wo auch der Vater von Blaise Pascal Étienne Pascal Richter war, und heiratete ab 13. Juni 1641 in Rouen die ältere Schwester Gilberte (1620–1687) von Pascal, die auch seine Cousine war.
Im September 1648 führte er Experimente zum Luftdruck und seiner Veränderung mit der Höhe mit einem Barometer nach den brieflichen Vorschriften von Pascal auf dem Puy de Dôme aus (siehe Leere in der Leere).
Pascal war der Familie eng verbunden und besuchte sie mehrmals in Clermont-Ferrand (so 1649, 1650, 1652, 1653, 1660). 1652 kaufte Florin Périer das Schloss und den zugehörigen Grundbesitz Bien-Assis für 32.000 Livre von Antoine Malet, Seigneur de Vandègre. Gilberte war Nachlassverwalterin von Pascal und gab mit ihrem Mann Florin die Pensées von Pascal 1670 heraus.
Er war der Vater von Marguerite Périer. Außerdem hatte er mit Gilberte fünf weitere Kinder (Étienne, Blaise, Marie, Louise, Jacqueline). Wie seine Frau war er später Jansenist.